# Senna siamea
Espèce
Senna siamea, appelé aussi Cassia du Siam ou casse du Siam, est une espèce de plantes à fleurs de la famille des Fabaceae. C'est un arbre originaire d'Asie du Sud-Est (Thaïlande, Siam), mais qui a été récemment largement diffusée et implantée en Afrique par l'Homme.

## Description

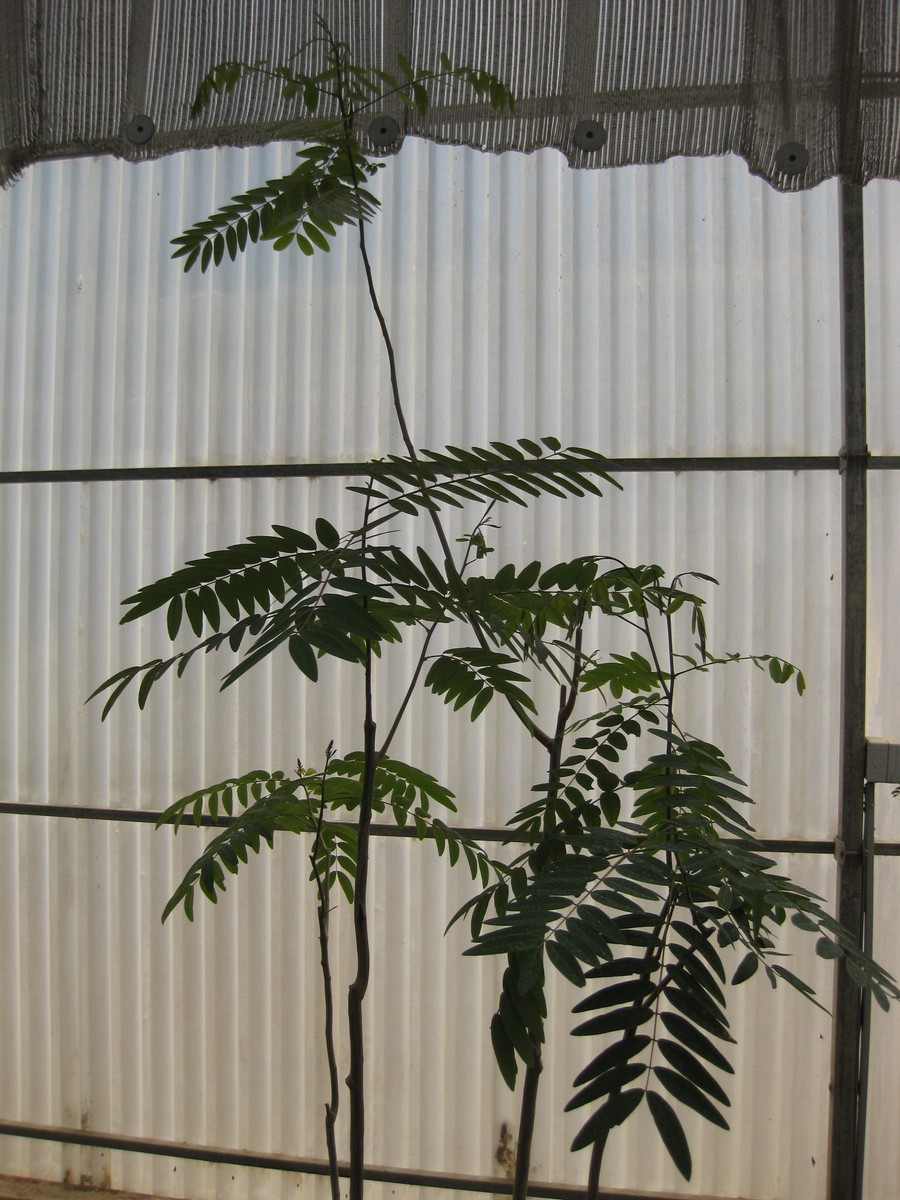
Cassia du Siam, au Jardin botanique de la reine Sirikit, en Thaïlande.

C'est un arbre dont la cime irrégulière peut atteindre 25 m de haut.
Les feuilles sont composées.
Les fleurs jaunes sont groupées en grappes denses de 15-30 cm de long.
Le fruit est une gousse linéaire-oblongue de 15-30 cm de long.

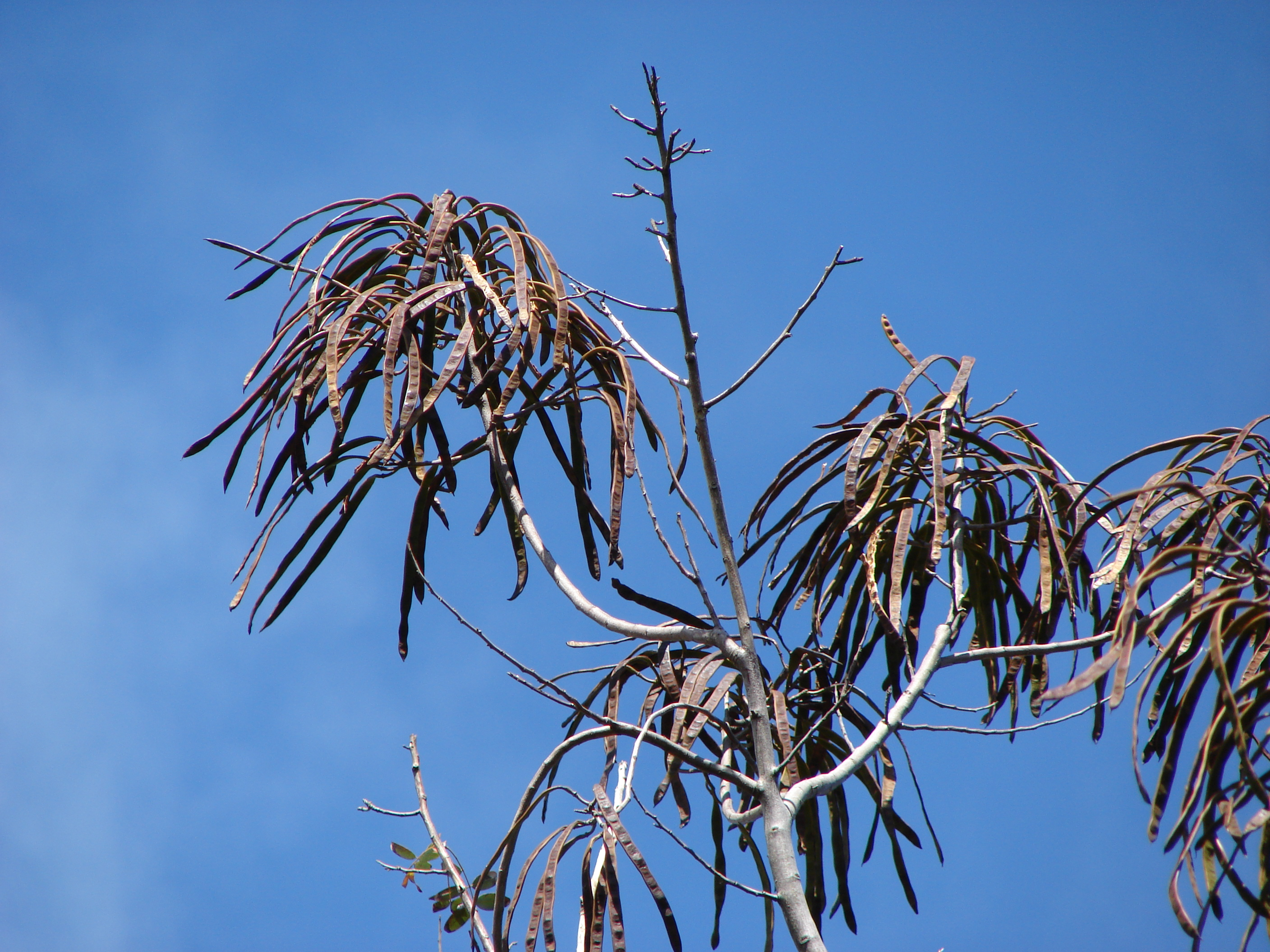
Gousses.

## Culture
Le Cassia est un arbre de zone semi-sèche, sur sols riches, profonds et bien drainés, de préférence proche d'une nappe phréatique. La température minimale est de 15 °C et la pluviométrie annuelle d'au moins 700 mm par an.
Les graines restent viables 2-3 ans dans des conditions chaudes. Les graines fraîches germent facilement, sans traitement, mais les anciennes graines doivent être scarifiées ou trempées dans l'eau chaude (80 °C) pour faciliter leur germination. Les semis et les jeunes arbres sont très sensibles au feu, le système racinaire très superficiel est passible de divers dommages causés par divers insectes.

## Utilisations
Cet arbre est utilisé lors d'opération de reboisement de zones sèches où il peut se naturaliser (au risque de devenir invasif s'il est utilisé hors de son aire naturelle de répartition). Dans la savane il capte le calcium de la roche-mère et augmente le pH de la surface du sol où il pousse.
Il est aussi utilisé comme brise-vent, arbre d'ombrage (mais évité en agroforesterie en raison de ses radicelles souvent très proches de la surface qui sont sources d'une concurrence excessive en eau et nutriments pour les cultures,). C'est aussi un arbre d'ornement notamment dans les villages et les routes de l'Écozone afrotropicale soudanienne. 

On le retrouve sur des jachères arborées, mais parmi 3 essences (Acacia polyacantha, Eucalyptus camaldulensis et Senna siamea) testées dans la zone soudanienne du Cameroun pour leur éventuelle capacité à augmenter la teneur du sol en carbone via la jachère arborée, seul l'acacia s'est avéré efficace.
La croissance de l'arbre est assez rapide pour la production de bois et de bois de chauffage, il se régénère vigoureusement par recépage (rotation de 4-7 ans pour la production de poteau). Il se fend facilement. Son bois sert également en ébénisterie mais il est rapidement attaqué par les insectes.
Les feuilles et les gousses peuvent servir de fourrage aux ruminants, mais sont très toxiques pour les porcs et éventuellement d'autres monogastriques[réf. nécessaire]. 
Les feuilles crues en grandes quantités peuvent être vénéneuses pour l'homme. Les jeunes feuilles et jeunes fleurs bien bouillies font partie de la cuisine traditionnelle de Birmanie et de Thaïlande (on en fait notamment une sorte de curry) ; elles contiennent du Barakol (en) ,.
Cette essence a fait partie de celles testées en Inde sur un crassier de cendres volantes de plus de 10 ha, où après apport d’amendements organiques  - par rapport aux autres plantes étudiées du point de vue de leur valeur en termes de bioremédiation -  elle s'est montrée tolérante à ce sol pollué. Senna siamea a aussi été l'espèce végétale la plus hyperaccumulatrice de métaux  dans ce contexte, et pour tous les métaux testés : Fe, Mn, Zn, Cu, Ni, Cr, Pb, Cd. Dans les régions ou sites pollués par des métaux, il devrait donc être proscrit (ou utilisé avec prudence, c'est-à-dire après analyses chimiques) dans l'alimentation humaine et animale.

### Usages médicinaux
Le bois de cœur a des propriétés laxatives probablement dû à l'anthraquinone, un glycoside produite par cette plante. Cette plante est utilisée ou l'a été pour traiter une variété de maux des organes hématopoïétiques et des voies génito-urinaires, ainsi que contre l'herpès et la rhinite[réf. nécessaire].

### Usages alimentaires

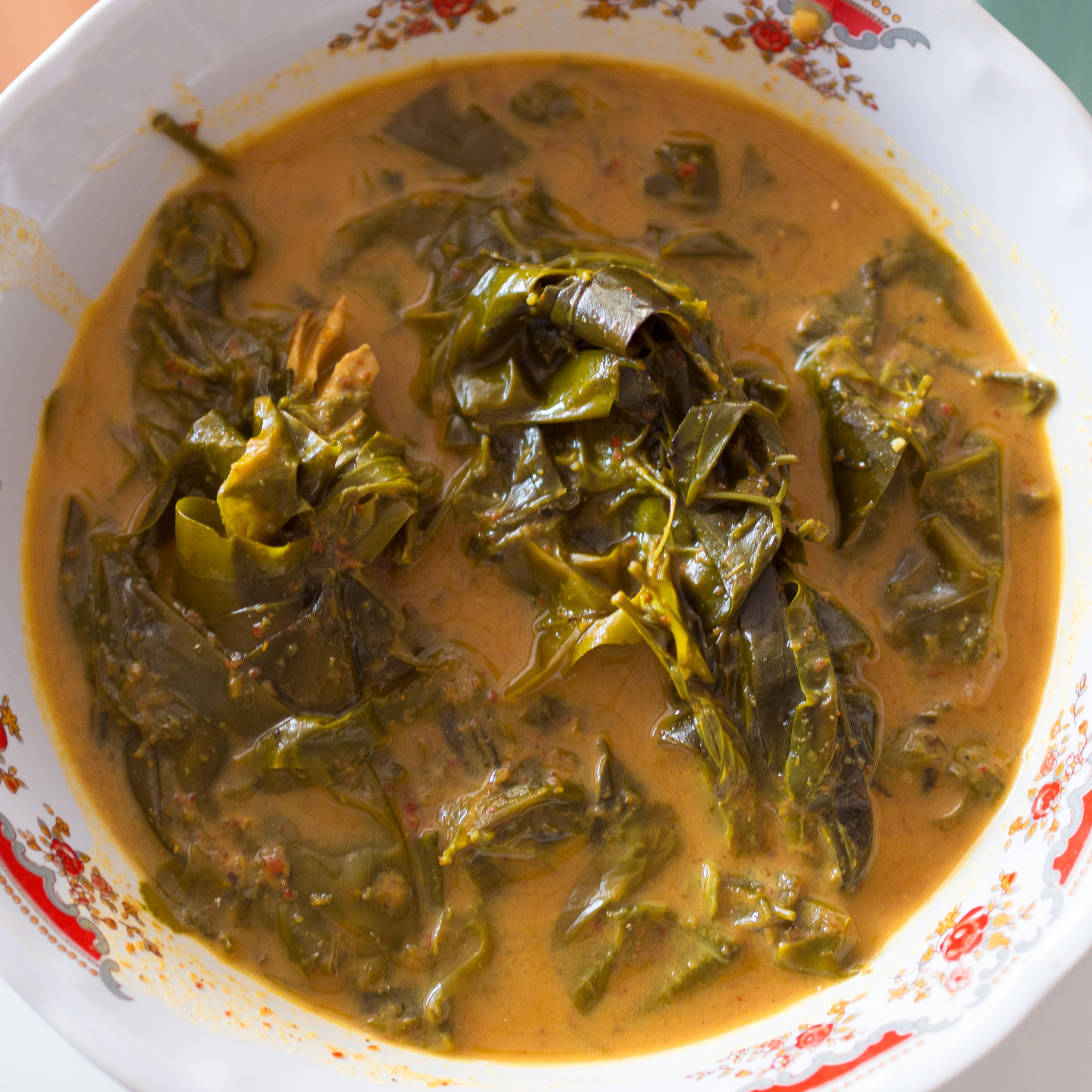
Un curry thaï préparé avec les feuilles et les bourgeons de Senna siamea.

Sous le nom de Khi Lek, les jeunes feuilles et les bourgeons de fleurs de la plante sont utilisés comme aromate dans la cuisine thailandaise pour la préparation d'un curry. Comme ils ont un goût amer, ils doivent être bouillis deux ou trois fois avant d'être ajoutés.